# Coupe intercontinentale 2004
La Coupe intercontinentale 2004 est la 43e édition de la Coupe intercontinentale. Le match oppose le FC Porto, vainqueur de la Ligue des champions de l'UEFA 2003-2004 à l'Once Caldas, vainqueur de la Copa Libertadores 2004. Le match se déroule à l'International Stadium Yokohama au Japon devant 45 748 spectateurs. Le Portugais Maniche est élu homme du match.
Elle est la dernière édition de la Coupe intercontinentale, qui laisse sa place à la Coupe du monde des clubs de la FIFA, engageant les clubs champions de toutes les confédérations continentales. 

## Feuille de match
Les règles du match sont les suivantes : la durée de la rencontre est de 90 minutes. S'il y a toujours match nul, une prolongation de deux fois quinze minutes et jouée. S'il y a toujours égalité au terme de cette prolongation, une séance de tirs au but est réalisée. Trois remplacements sont autorisés pour chaque équipe.
| 12 décembre 2004                                                                                                | FC Porto          | 0 - 0 (a.p.)                                                                                       | Once Caldas | International Stadium Yokohama, Yokohama                   |
| |                   | |             | Spectateurs : 45 748 Arbitrage : Jorge Larrionda (Uruguay) |
| | (Rapport)         | |             |                                                            |
| Diego · Carlos Alberto · Quaresma · Maniche · McCarthy · Costinha · Jorge Costa · Ricardo Costa · Pedro Emanuel | Tirs au but 8 – 7 | Vanegas (es) · Alcázar (en) · Rojas · de Nigris · Fabbro · Velázquez · Díaz · Cataño · García (en) |             |                                                            |

| Porto | Once Caldas |

| FC PORTO :       |    |                         |                |      |
|                  |    |                         |                |      |
| G                | 99 | Vítor Baía              |                | 102e |
| D                | 2  | Jorge Costa 79e         |                |      |
| D                | 3  | Pedro Emanuel           |                |      |
| D                | 4  | Ricardo Costa           |                |      |
| D                | 22 | Giourkas Seitaridis 85e |                |      |
| M                | 6  | Costinha                |                |      |
| M                | 18 | Maniche                 | Homme du match |      |
| M                | 16 | Diego 50e, 120e         |                |      |
| A                | 11 | Derlei                  |                | 70e  |
| A                | 77 | Benni McCarthy          |                |      |
| A                | 9  | Luís Fabiano            |                | 78e  |
| Remplaçants :    |    |                         |                |      |
| G                | 13 | Nuno                    |                | 102e |
| M                | 10 | Ricardo Quaresma        |                | 78e  |
| M                | 19 | Carlos Alberto          |                | 70e  |
| Entraîneur :     |    |                         |                |      |
| Víctor Fernández |    |                         |                |      |

| ONCE CALDAS :         |    |                        |  |     |
|                       |    |                        |  |     |
| G                     | 1  | Juan Carlos Henao      |  |     |
| D                     | 24 | Samuel Vanegas (es)    |  |     |
| D                     | 2  | Miguel Rojas           |  |     |
| D                     | 6  | Roller Cambindo (es)   |  | 46e |
| D                     | 22 | Edwin García (en)      |  |     |
| M                     | 5  | Rubén Velázquez        |  |     |
| M                     | 3  | Jhon Viáfara           |  |     |
| M                     | 14 | Diego Arango (es) 33e  |  | 61e |
| M                     | 16 | Elkin Soto             |  | 99e |
| A                     | 10 | Jonathan Fabbro 60e    |  |     |
| A                     | 11 | Antonio de Nigris 118e |  |     |
| Remplaçants :         |    |                        |  |     |
| D                     | 13 | Édgar Cataño           |  | 46e |
| M                     | 7  | Jefrey Díaz            |  | 61e |
| A                     | 15 | Herly Alcázar (en)     |  | 99e |
| Entraîneur :          |    |                        |  |     |
| Luis Fernando Montoya |    |                        |  |     |

| Homme du match : Maniche (Porto) |